# Помјесна црква
Помјесна црква (екав. Помесна црква) је заједница која уједињује више епархија једне шире области унутар Православне цркве.

## Територија и нација
Православна црква је организована територијално и то на епархијском, помјесном и васељенском плану. Црквено уређење почиње од епархије на челу са епископом, а основ црквене организације јесте литургија кроз коју се епархије једне шире области уједињују у помјесни сабор епископа односно у помјесну цркву. Територијална организација Цркве нужно не прати државне или административне границе нити су помјесне цркве ексклузивне „националне цркве”. Свака нација има право и могућност да уђе у Цркву и сачува свој национални идентитет, али ниједна нација нема право на своју цркву која би „национализовала Христа“. Стапање вјере са секуларним појмом нације је јерес позната као етнофилетизам (религиозни национализам). Мисија Цркве не може да се функционализује за циљеве секуларног национализма и интернационализма.
„Идите, дакле, и научите све народе крстећи их у име Оца и Сина и Светога духа.” (Мт. 28, 19)
„Нема више Јудејца ни Јелина, нема више роба ни слободнога, нема више мушког ни женског, јер сте ви сви један (човјек) у Христу Исусу.” (Гал. 3, 28)
Једна Црква се кроз литургију заправо јавља као многе цркве тј. као многе литургијске заједнице не престајући да буде једна Црква. Свака епархија и свака помјесна црква јесте „Једна, Света, Саборна и Апостолска Црква” уколико су у међусобној заједници и литургијском, догматском и канонском јединству. Помјесне цркве могу бити аутокефалне и аутономне. Аутокефалност је независност помјесне цркве у њеном унутрашњем животу док је аутономија тек самосталност помјесне цркве која јој се признаје у оквиру аутокефалне цркве. Међу аутокефалним црквама на прва четири мјеста налазе се древне патријаршије (Цариградска, Александријска, Антиохијска и Јерусалимска), а најбројнија је Руска православна црква. Најстарија црквена аутономија је Синајска архиепископија под јурисдикцијом Јерусалимске патријаршије, а најмлађа је Православна охридска архиепископија под јурисдикцијом Српске православне цркве. Свака помјесна црква има своју канонску територију и једна територија може се налазити само под јурисдикцијом једне помјесне цркве. Међутим, изузетак представља тзв. православна дијаспора која данас није ексклузивна канонска територија ниједне помјесне цркве.

## Црквене власти
Православна црква нема један црквени устав, архијерејски сабор, свети синод, црквени суд нити предстојатеља већ све такве црквене власти постоје на помјесном плану. Једна помјесна црква се управља на основу Светог писма и Светог предања, правила васељенских сабора и од њих признатих правила светих апостола, помјесних сабора и светих отаца и устава помјесне цркве. Црквено уређење је јерархијско (свештеноначелничко) и највиши орган помјесне цркве је свети архијерејски сабор или помјесни сабор епископа којег чине сви епархијски архијереји под предсједништвом предстојатеља.
„Епископи свакога народа треба да знају о томе ко је први међу њима и да га сматрају за главу; ништа важно нека не преузимају без његовог знања, и нека сваки (од епископа) предузима само оно што се тиче његове епархије и подручних мјеста. Али ни овај епископ нека не чини ништа без знања свих осталих епископа јер ће само тако бити једнодушност и прославиће се Бог кроз Господа у Светоме Духу — Отац и Син и Дух Свети.” (34. правило апостола)